# Eredivisie (vrouwenhandbal) 2016/17
De Eredivisie is de hoogste afdeling van het Nederlandse handbal bij de vrouwen op landelijk niveau. In het seizoen 2016/2017  werd Succes Schoonmaak/VOC landskampioen door in de derde wedstrijd van de finale SERCODAK Dalfsen met één doelpunt verschil te verslaan. Klink Nijland/Kwiek degradeerde naar de Eerste Divisie.
Aan het begin van het seizoen had DOS uit Emmer-Compascuum zich teruggetrokken uit de eredivisie.

## Opzet
- Er wordt eerst een volledige competitie gespeeld. Daarna worden de teams in twee poules opgedeeld. De zes hoogst geëindigde ploegen gaan verder in de zogenaamde kampioenspoule en de vier laagst geëindigde ploegen in de zogenaamde degradatiepoule.
- De vier ploegen in de degradatiepoule spelen onderling een volledige competitie waarbij de nummer 7 uit de reguliere competitie met 4 bonus/startpunten begint en, dit zo aflopend tot, 1 startpunt voor de nummer 10 uit de reguliere competitie.
- De ploeg die in de degradatiepoule als laatste eindigt, degradeert rechtstreeks naar de eerste divisie.
- De ploeg die in de degradatiepoule als enerlaatste eindigt, speelt een best-of-two tegen de winnaar, van de onderlinge strijd tussen de periodekampioenen in de eerste divisie, om uit te maken wie volgend seizoen in de eredivisie en wie in de eerste divisie speelt. In deze best-of-two heeft de eredivisieploeg het recht om de tweede wedstrijd thuis te spelen.
- De zes ploegen in de kampioenspoule beslissen in poulefase wie er door gaat naar de best-of-three voor het landskampioenschap gaan spelen. De nummer 1 en 2 spelen deze finale. De nummers 3 en 4 en de nummers 5 en 6 van de kampioenspoule spelen tegen elkaar voor eindrangschikking.
- De finale (derde ronde) is een best-of-three waarbij de ploeg die in de reguliere competitie als hoogste is geëindigd, de eerste en, indien nodig, derde wedstrijd thuis speelt,

## Teams
| Ploeg                        | Plaats     | Provincie     | Trainer(s)                                                  | Hal         |
| ---------------------------- | ---------- | ------------- | ----------------------------------------------------------- | ----------- |
| Borhave                      | Borne      | Overijssel    | Rik Philips                                                 | 't Wooldrik |
| SERCODAK Dalfsen             | Dalfsen    | Overijssel    | Peter Portengen                                             | Trefkoele+  |
| Misker/E&O                   | Emmen      | Drenthe       | Mike van Rooden                                             | Angelslo    |
| Klink Nijland/Kwiek          | Raalte     | Overijssel    | Henk Woustra Monique Swartjes                               | Tijenraan   |
| Virto/Quintus                | Kwintsheul | Zuid-Holland  | Alex Curescu                                                | Eekhout Hal |
| Westfriesland/SEW            | Nibbixwoud | Noord-Holland | Ronald van de Kamp                                          | De Bloesem  |
| Vlug en Lenig                | Geleen     | Limburg       | Maurice Janssen                                             | Glanerbrook |
| Cabooter Group/HandbaL Venlo | Venlo      | Limburg       | Richard Curfs                                               | Craneveld   |
| Succes Schoonmaak/VOC        | Amsterdam  | Noord-Holland | Ricardo Clarijs Bert Bouwer per direct weg op 14 april 2017 | Elzenhagen  |
| Maedilon/VZV                 | 't Veld    | Noord-Holland | Betty Plasmeijer                                            | 't Zijveld  |

## Reguliere competitie

### Stand
| Pos | Team                         | Wed | W  | G | V  | Ptn | DV  | DT  | +/−  | Opmerking            |
| --- | ---------------------------- | --- | -- | - | -- | --- | --- | --- | ---- | -------------------- |
| 1   | Succes Schoonmaak/VOC        | 18  | 17 | 0 | 1  | 34  | 580 | 393 | +187 | Naar kampioenspoule  |
| 2   | SERCODAK Dalfsen             | 18  | 15 | 1 | 2  | 31  | 592 | 397 | +195 | Naar kampioenspoule  |
| 3   | Virto/Quintus                | 18  | 14 | 2 | 2  | 30  | 549 | 409 | +140 | Naar kampioenspoule  |
| 4   | Maedilon/VZV                 | 18  | 8  | 1 | 9  | 17  | 434 | 509 | −75  | Naar kampioenspoule  |
| 5   | Cabooter Group/HandbaL Venlo | 18  | 7  | 1 | 10 | 15  | 453 | 465 | −12  | Naar kampioenspoule  |
| 6   | Westfriesland/SEW            | 18  | 6  | 3 | 9  | 15  | 416 | 452 | −36  | Naar kampioenspoule  |
| 7   | Vlug en Lenig                | 18  | 6  | 2 | 10 | 14  | 430 | 473 | −43  | Naar degradatiepoule |
| 8   | Borhave                      | 18  | 6  | 1 | 11 | 13  | 426 | 483 | −57  | Naar degradatiepoule |
| 9   | Misker/E&O                   | 18  | 2  | 2 | 14 | 6   | 410 | 538 | −128 | Naar degradatiepoule |
| 10  | Klink Nijland/Kwiek          | 18  | 2  | 1 | 15 | 5   | 386 | 557 | −171 | Naar degradatiepoule |

### Uitslagen
| Thuis \ Uit                  | BOR   | DAL   | E&O   | KWI   | QUI   | SEW   | V&L   | VEN   | VOC   | VZV   |
| ---------------------------- | ----- | ----- | ----- | ----- | ----- | ----- | ----- | ----- | ----- | ----- |
| Borhave                      |       | 25–36 | 28–13 | 29–18 | 23–44 | 20–27 | 22–22 | 27–24 | 21–24 | 24–22 |
| SERCODAK Dalfsen             | 36–18 |       | 32–23 | 40–17 | 24–32 | 46–17 | 28–17 | 36–31 | 23–24 | 40–22 |
| Misker/E&O                   | 17–27 | 26–34 |       | 25–23 | 24–38 | 26–26 | 21–28 | 28–24 | 22–35 | 25–25 |
| Klink Nijland/Kwiek          | 23–32 | 27–39 | 25–24 |       | 16–32 | 24–24 | 27–32 | 20–31 | 16–32 | 18–29 |
| Virto/Quintus                | 39–24 | 24–24 | 32–29 | 35–20 |       | 22–19 | 26–24 | 21–21 | 23–25 | 38–18 |
| Westfriesland/SEW            | 21–20 | 21–25 | 37–22 | 27–21 | 25–28 |       | 22–22 | 23–26 | 16–31 | 26–19 |
| Vlug en Lenig                | 22–21 | 18–34 | 31–22 | 26–27 | 16–25 | 27–23 |       | 26–27 | 23–29 | 28–18 |
| Cabooter Group/HandbaL Venlo | 38–21 | 17–33 | 23–18 | 27–18 | 25–31 | 21–25 | 30–19 |       | 20–35 | 25–26 |
| Succes Schoonmaak/VOC        | 33–22 | 24–25 | 40–22 | 37–24 | 30–27 | 29–17 | 38–23 | 32–22 |       | 39–22 |
| Maedilon/VZV                 | 24–22 | 14–37 | 30–23 | 36–22 | 22–32 | 23–20 | 33–26 | 26–21 | 25–43 |       |

## Nacompetitie

### Degradatiepoule

#### Stand
| Pos | Team                | Wed | W | G | V | Ptn | DV  | DT  | +/− | Opmerking                                                                            |
| --- | ------------------- | --- | - | - | - | --- | --- | --- | --- | ------------------------------------------------------------------------------------ |
| 1   | Vlug en Lenig       | 6   | 4 | 1 | 1 | 13  | 158 | 143 | +15 |                                                                                      |
| 2   | Borhave             | 6   | 3 | 2 | 1 | 11  | 163 | 144 | +19 |                                                                                      |
| 3   | Misker/E&O          | 6   | 3 | 1 | 2 | 9   | 161 | 161 | 0   | Speelt Best of Two tegen winnaar nacompetitie Eerste Divisie voor plek in Eredivisie |
| 4   | Klink Nijland/Kwiek | 6   | 0 | 0 | 6 | 1   | 143 | 177 | −34 | Degradateert naar de Eerste Divisie                                                  |

#### Uitslagen
| Thuis \ Uit         | BOR   | E&O   | KWI   | V&L   |
| ------------------- | ----- | ----- | ----- | ----- |
| Borhave             |       | 30–21 | 31–22 | 27–28 |
| Misker/E&O          | 25–25 |       | 32–30 | 31–28 |
| Klink Nijland/Kwiek | 26–28 | 22–32 |       | 22–24 |
| Vlug en Lenig       | 22–22 | 26–20 | 30–21 |       |

### Best of Two promotie/degradatie
| Pos | Team       | Wed | W | G | V | Ptn | DV | DT | +/− | Opmerking                                           |  | E&O   | DSV   |
| --- | ---------- | --- | - | - | - | --- | -- | -- | --- | --------------------------------------------------- |  | ----- | ----- |
| 1   | Misker/E&O | 2   | 1 | 0 | 1 | 2   | 50 | 48 | +2  | Speelt volgend seizoen in de Eredivisie 2017/18     |  | —     | 23–28 |
| 2   | ACMAA/DSVD | 2   | 1 | 0 | 1 | 2   | 48 | 50 | −2  | Speelt volgend seizoen in de Eerste divisie 2017/18 |  | 20–27 | —     |

### Kampioenspoule

#### Stand
| Pos | Team                         | Wed | W | G | V | Ptn | DV  | DT  | +/− | Opmerking                             |
| --- | ---------------------------- | --- | - | - | - | --- | --- | --- | --- | ------------------------------------- |
| 1   | SERCODAK Dalfsen             | 10  | 9 | 0 | 1 | 23  | 308 | 217 | +91 | Speelt Best of Three om kampioenschap |
| 2   | Succes Schoonmaak/VOC        | 10  | 8 | 0 | 2 | 22  | 299 | 234 | +65 | Speelt Best of Three om kampioenschap |
| 3   | Virto/Quintus                | 10  | 7 | 0 | 3 | 18  | 278 | 233 | +45 | Speelt Best of Two om plaats 3/4      |
| 4   | Maedilon/VZV                 | 10  | 2 | 0 | 8 | 7   | 225 | 304 | −79 | Speelt Best of Two om plaats 3/4      |
| 5   | Westfriesland/SEW            | 10  | 2 | 1 | 7 | 6   | 229 | 303 | −74 | Speelt Best of Two om plaats 5/6      |
| 6   | Cabooter Group/HandbaL Venlo | 10  | 1 | 1 | 8 | 5   | 231 | 279 | −48 | Speelt Best of Two om plaats 5/6      |

#### Uitslagen
| Thuis \ Uit                  | DAL   | QUI   | SEW   | VEN   | VOC   | VZV   |
| ---------------------------- | ----- | ----- | ----- | ----- | ----- | ----- |
| SERCODAK Dalfsen             |       | 30–24 | 40–18 | 32–24 | 27–20 | 38–18 |
| Virto/Quintus                | 18–25 |       | 32–15 | 31–24 | 30–25 | 31–23 |
| Westfriesland/SEW            | 25–36 | 25–33 |       | 29–24 | 25–31 | 27–24 |
| Cabooter Group/HandbaL Venlo | 18–25 | 22–30 | 24–24 |       | 22–27 | 24–25 |
| Succes Schoonmaak/VOC        | 28–24 | 27–17 | 32–18 | 36–24 |       | 40–21 |
| Maedilon/VZV                 | 24–31 | 17–32 | 27–23 | 20–25 | 26–33 |       |

### Best of Two 5e & 6e plaats
| Pos | Team                   | Wed | W | G | V | Ptn | DV | DT | +/− | Opmerking                   |  | SEW   | VEN   |
| --- | ---------------------- | --- | - | - | - | --- | -- | -- | --- | --------------------------- |  | ----- | ----- |
| 1   | Westfriesland/SEW      | 2   | 1 | 0 | 1 | 2   | 53 | 53 | 0   | 5de in de eindrangschikking |  | —     | 28–24 |
| 2   | Cabooter/HandbaL Venlo | 2   | 1 | 0 | 1 | 2   | 53 | 53 | 0   | 6de in de eindrangschikking |  | 29–25 | —     |

1. 1 2  Op basis van gescoorde doelpunten in uitwedstrijd

### Best of Two 3e & 4e plaats
| Pos | Team          | Wed | W | G | V | Ptn | DV | DT | +/− | Opmerking                   |  | QUI   | VZV   |
| --- | ------------- | --- | - | - | - | --- | -- | -- | --- | --------------------------- |  | ----- | ----- |
| 1   | Virto/Quintus | 2   | 2 | 0 | 0 | 4   | 68 | 43 | +25 | 3de in de eindrangschikking |  | —     | 40–19 |
| 2   | Maedilon/VZV  | 2   | 0 | 0 | 2 | 0   | 43 | 68 | −25 | 4de in de eindrangschikking |  | 24–28 | —     |

## Best of Three
| 6 mei 2017 | Succes Schoonmaak/VOC | 29 – 28 | SERCODAK Dalfsen | Elzenhagen, Amsterdam |
| 6 mei 2017 |                       |         |                  | Elzenhagen, Amsterdam |
| 6 mei 2017 |                       |         |                  | Elzenhagen, Amsterdam |

| 14 mei 2017 | SERCODAK Dalfsen | 28 – 24 | Succes Schoonmaak/VOC | Trefkoele+, Dalfsen |
| 14 mei 2017 |                  |         |                       | Trefkoele+, Dalfsen |
| 14 mei 2017 |                  |         |                       | Trefkoele+, Dalfsen |

| 20 mei 2017 | Succes Schoonmaak/VOC | 24 – 23 | SERCODAK Dalfsen | Elzenhagen, Amsterdam |
| 20 mei 2017 |                       |         |                  | Elzenhagen, Amsterdam |
| 20 mei 2017 |                       |         |                  | Elzenhagen, Amsterdam |

## Einduitslag
| 01. | Succes Schoonmaak/VOC        | - Champions League → EHF Cup                  |
| 02. | SERCODAK Dalfsen             | - EHF Cup                                     |
| 03. | Virto/Quintus                | - Challenge Cup                               |
| 04. | Maedilon/VZV                 | - Challenge Cup                               |
| 05. | Westfriesland/SEW            |                                               |
| 06. | Cabooter Group/HandbaL Venlo |                                               |
| 07. | Vlug en Lenig                |                                               |
| 08. | Borhave                      |                                               |
| 09. | Misker/E&O                   |                                               |
| 10. | Klink Nijland/Kwiek          | - Gedegradeerd naar de Eerste divisie 2017/18 |

## Beste handbalsters van het jaar
In de rust van de bekerfinales zijn de seizoensprijzen uitgereikt voor Speler, Keeper en Talent van het Jaar. Deze prijzen zijn toegekend op basis van stemmen van de coaches van de Nederlandse BENE-League en Eredivisieclubs. De prijzen voor Talent van het Jaar zijn bepaald door de bondscoaches Joop Fiege en Helle Thomsen.
| Categorie           | Winnaar        | Club                  |
| ------------------- | -------------- | --------------------- |
| Speelster           | Larissa Nüsser | SERCODAK Dalfsen      |
| Keepster            | Yara ten Holte | SERCODAK Dalfsen      |
| Talent van het jaar | Dione Housheer | Succes Schoonmaak/VOC |

De genomineerden waren:
Speelster van het jaar
- Daisy Hage - Virto/Quintus
- Larissa Nüsser - SERCODAK Dalfsen
- Charris Rozemalen - Succes Schoonmaak/VOC

Keepster van het jaar
- Yara ten Holte - SERCODAK Dalfsen
- Martine Hoogewoud - Succes Schoonmaak/VOC
- Claudia Rompen - Cabooter Group/HandbaL Venlo